# Idioma huave
El idioma huave o mareño es una lengua aislada hablada por el pueblo huave, que habita en el istmo de Tehuantepec, al sureste del estado de Oaxaca (México), en la costa del golfo de Tehuantepec y la Laguna Superior. 
Los términos ikoots, kunajts e ikojts hacen referencia a la autodenominación de las personas que habitan las comunidades de: 
- San Mateo del Mar: ikoots
- San Francisco del Mar: kunajts
- San Dionisio del Mar: ikojts
- Santa María del Mar: ikojts

En todos los casos se refiere a la primera persona plural inclusiva de su sistema de pronombres independientes que significa ‘nosotros’.
Aunque varios autores han señalado que la palabra huave  es un exónimo impuesto por los zapotecos y significa "gente del mar", no existe evidencia que demuestre ese significado. En la actualidad en el zapoteco del Istmo no hay un significado para esa palabra.
En cuanto al número de hablantes, en 1974 había de 18 000 a 20 000 hablantes. En 1995 ascendió a 20 528 hablantes, para el año 2010 disminuyó a 17 554 hablantes y para el 2020 subió a 18 827 hablantes de 3 años o más.

## Etnónimo
La lengua huave es nombrada por sus hablantes como:
- huave de San Mateo del Mar: [ombyajiɨːt͡s] <ombeayiüts>
- huave de San Francisco del Mar: [umbejaht͡s] <umbeyajts>[4]
- huave de San Dionisio del Mar: [umbejaht͡s] <umbeyajts>[5]
- huave de Santa María del Mar: [umbejɨjt͡s] <umbeyüjts>

En todos los casos significa 'nuestra lengua'.

## Clasificación
Sobre el pasado filogenético de la lengua el primero en mencionar algo fue Francisco de Burgoa que en su Geográfica Descripción (1674), sugiere que los huaves son originarios de Nicaragua, a partir de una anécdota. Posteriormente Francisco Belmar (1901) fue el primero en abordar el tema desde un punto de vista de la descripción lingüística, en un estudio detallado del huave de Santa María del Mar, donde propuso una relación genética entre huave y las lenguas mayas, pero Paul Radin (1916), basado en trabajo de campo sobre San Dionisio del Mar, rechazó el vínculo con la familia maya, proponiendo en cambio que la lengua huave pertenecía a la familia de lenguas mixe-zoqueanas. Aparte de paralelos tipológicos en su mayoría vagos y algunas similitudes morfológicas, ambos autores se basaron en semejanzas léxicas, que eran lo suficientemente sorprendentes y numerosas como para permitir una hipótesis algo plausible de parentesco genético. Por último Jorge Suárez (1975) ofreció una reconstrucción detallada de proto-huave (PH), estableciendo convincentemente que no se pueden tener relaciones genéticas demostrables con ningún otro tronco lingüístico conocido.  Morris Swadesh propuso una conexión con la familia otomangueana, misma que fue investigada más ampliamente por Rensch (1976)

## Variantes lingüísticas

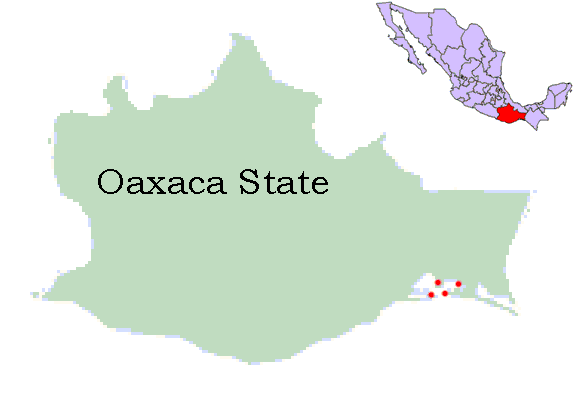
Ubicación de las cuatro localidades de habla huave en el estado de Oaxaca.

El huave se habla en cuatro municipios de la costa de Oaxaca. Estos son San Francisco del Mar, San Dionisio del Mar, San Mateo del Mar y Santa María del Mar. De estas comunidades la más numerosa es la de San Mateo del Mar que estuvo prácticamente aislada hasta recientemente. Las actitudes negativas de los hablantes hacia su lengua nativa y una fuerte presión social del español son las principales razones del progresivo abandono del huave como lengua hablada en el resto de comunidades.
De acuerdo con el Instituto Nacional de las Lenguas Indígenas (Inali) de México, el huave cuenta con dos variedades. La oriental comprende las hablas de Juchitán y San Mateo del Mar, y la occidental es empleada en los municipios de San Francisco y San Dionisio.
| Dialecto y lugar      | Número de hablantes (ca.) | ISO 639-3 (SIL) |
| --------------------- | ------------------------- | --------------- |
| San Dionisio del Mar  | 2550 (2005)               | hve             |
| San Francisco del Mar | 620 (2000)                | hue             |
| San Mateo del Mar     | 11 000 (2005)             | huv             |
| Santa María del Mar   | 500 (1993)                | hvv             |

## Fonología del huave de San Francisco del Mar
Los siguientes cuadro muestran los fonemas del huave.

### Vocales
|            | Anterior | Central | Posterior |
| ---------- | -------- | ------- | --------- |
| Cerrada    | i        |         | u         |
| Intermedia | e        |         | o         |
| Abierta    |          | ɑ       |           |

### Calidad de las vocales
Esta pueden ser aspiradas [ah].

### Consonantes
En el cuadro de abajo se exponen las consonantes del huave de San Francisco del Mar, de acuerdo con el trabajo de Kim (2008).
|                | Biabial | Dental | Palatal | Velar | Labio- velar | Glotal |
| -------------- | ------- | ------ | ------- | ----- | ------------ | ------ |
| Oclusiva       | p mb    | t nd   |         | k ŋg  | kʷ ŋgʷ       |        |
| Africada       |         | t͡s nt͡s |         |       |              |        |
| Fricativa      |         | s      |         |       |              | h      |
| Nasal          | m       | n      |         |       |              |        |
| Vibrante       |         | ɾ r    |         |       |              |        |
| Lateral        |         | l      |         |       |              |        |
| Semiconsonante |         |        | ʝ       |       | w            |        |

## Fonología del huave de San Mateo del Mar
El sistema vocálico del ombeayiüts se caracteriza por tener un sistema de cinco vocales que funcionan como núcleos de sílaba:
|       | anterior | central | posterior |
| ----- | -------- | ------- | --------- |
| alta  | i        | ɨ       |           |
| media | e        |         | o         |
| baja  |          | a       |           |

Ejemplos:
1. [pil] <pil>  ‘pozo’
2. [pet] <pet> ‘perro’
3. [sap] <sap> ‘borrego
4. [pow] <pow> ‘horno’
5. [kɨt] <küt> ‘pescado’

En cuanto a las consonantes, el ombeayiüts presenta un sistema fonológico que opone segmentos planos (sencillos) y palatalizados (complejos), de forma similar a como ocurre en los sistemas fonológicos de lenguas como el irlandés, ruso y marshalés.
|                          | labial | coronal | palatal | velar | velar labializada | laríngea |
| ------------------------ | ------ | ------- | ------- | ----- | ----------------- | -------- |
| oclusiva sorda           | p      | t       |         | k     | kw                |          |
| oclusiva sonora          | b      | d       |         | g     |                   |          |
| africada sorda           |        | ts      |         |       |                   |          |
| nasales                  | m      | n       |         |       |                   |          |
| oclusivas prenasalizadas | mb     | nd      |         | ng    | ngw               |          |
| africada prenasalizada   |        | nts     |         |       |                   |          |
| continuas sordas         |        | s       |         |       |                   | h        |
| vibrante simple          |        | ɾ       |         |       |                   |          |
| aproximante central      |        | r       | y       |       | w                 |          |

|                          | labial | coronal | palatal | velar | velar labializada | laríngea |
| ------------------------ | ------ | ------- | ------- | ----- | ----------------- | -------- |
| oclusiva sorda           | p'     | t'      |         | k'    | kw'               |          |
| oclusiva sonora          | b      | d       |         | g     |                   |          |
| africada sorda           |        | ts'     |         |       |                   |          |
| nasales                  | m'     | n'      |         |       |                   |          |
| oclusivas prenasalizadas | mb'    | nd'     |         | ng'   | ngw'              |          |
| africada prenasalizada   |        | nts'    |         |       |                   |          |
| continuas sordas         |        | s'      |         |       |                   | h'       |
| vibrante simple          |        | ɾ'      |         |       |                   |          |
| aproximante central      |        | r'      | y       |       | w'                |          |

##### Rasgos suprasegmentales y prosodia
El acento en ombeayiüts es predecible, siempre va en la última sílaba, aunque hay algunas palabras que el acento cae en la penúltima sílaba como es el caso de los pronombres personales independientes:
[‘ʃi.ke] <xike> ‘yo’
[‘i.ke] <ike> ‘tú’
[i.’ko.re] <ikore>  ‘nosotros dos’
[ʃi.’ko.na] <xikona> ‘nosotros menos tú’
[i.’ko.na] <ikona> ‘ustedes’
[i.’ko:.tsa] <ikootsa> ‘nosotros todos’

## Comparación léxica
Aunque hasta la fecha se considera una lengua aislada, ahora se sabe un poco más de los contactos que ha tenido a lo largo de siglos por medio de las evidencias remanentes en la lengua ya sea por préstamos de otras lenguas al huave o del huave a otras lenguas. Rolf Noyer, 2015  compila y presenta el Diccionario Comparativo-Histórico de la Lengua Huave (Noyer 2012), el cual contiene todos los materiales léxicos disponibles de investigaciones sobre la lengua, tanto publicados como inéditos, es decir, ofrece una reconstrucción del léxico de la raíz proto huaveana el cual le sirvió para comparar de una mejor manera  el origen del vocabulario de los préstamos de huave dando como resultado que de 1595 raíces compiladas 256 (el 16%) son préstamos de otras lenguas mesoamericanas y otras 138 raíces son préstamos que ha dado el huave a otras lenguas mesoamericanas, dando un total de 394 raíces que son evidencia de un contacto con otras lenguas hace muchos años por un periodo de tiempo indeterminado pero seguramente bastante largo. 
La tabla 1 Noyer (2015) Muestra los préstamos al huave por familia lingüística ya sea dados o recibidos. Los datos están redondeados. 
| Préstamos por familia           | seguros | posibles | total | seguros | total |
| ------------------------------- | ------- | -------- | ----- | ------- | ----- |
| Mayense                         | 106     | 72       | 178   | 41      | 45    |
| Mixe-Zoqueana                   | 85      | 39       | 124   | 33      | 31    |
| Zapotecanas                     | 21      | 13       | 34    | 08      | 09    |
| Totonacas                       | 5       | 6        | 11    | 02      | 03    |
| Oaxaca Chontal                  | 7       | 8        | 15    | 03      | 04    |
| Náhuatl                         | 4       | 0        | 5     | 03      | 01    |
| Mixe Zoqueanas (difusión areal) | 13      | 0        | 13    | 05      | 03    |
| Otras                           | 10      | 0        | 10    | 04      | 03    |
| Náhuatl (post - colonial)       | 5       | 0        | 5     | 02      | 01    |
| Total                           | 256     | 138      | 394   |         |       |

Los datos que compiló R. Noyer demuestran que la familia maya es la que ha dado más  préstamos al huave, es decir, cerca del 40% del total de los préstamos del diccionario, seguido de la familia de las mixe zoqueanas. Por otro lado resulta interesante observar que en el caso del zapoteco de la planicie costera, que es la lengua que se habla en todo el territorio que rodea a los ikoots, los préstamos del zapoteco no rebasan el 10% de los préstamos al huave. Finalmente junto con pequeñas contribuciones del totonaco, chontal de oaxaca y nahuatl, hay del 7 al 11% de palabras identificadas como préstamos que no es posible identificar la fuente más próxima del préstamo ya que hay muy pocos datos. Los préstamos indican contacto prolongado con otras lenguas.
Los numerales en diferentes variedades de huave son:
| GLOSA | San Francisco del Mar | San Mateo del Mar | Huave (Loukotka) | PROTO- HUAVE |
| ----- | --------------------- | ----------------- | ---------------- | ------------ |
| '1'   | ɑnek                  | nojk              | noic             | *-noik       |
| '2'   | ɑhkjɑw                | ihkjɑw            | ic               | *ihkiɑw      |
| '3'   | ɑɾuh                  | ɑɾeh              | er               | *arɨh        |
| '4'   | ɑpokjuɸ               | ɑikiy             | piquiw           | *a-pɨk-yɨw   |
| '5'   | ɑkokjɑɸ               | ɑkokjɑw           | aqoquiaw         | *ɑko-kiɑw    |
| '6'   | ɑnɑhojuɸ              | ɑnɑiy             |                  | *ɑnɑ-yɨw     |
| '7'   | ɑhɑjuɸ                | ɑjɑiy             |                  | *ɑhɑ-yɨw     |
| '8'   | anojuɸ                | ohpjɑkɨw          |                  |              |
| '9'   | ɑpekɑf                | ohkijeh           |                  |              |
| '10'  | ɑkɑpɑf                | ɡɑh-powɨw         |                  | *ka-pow      |